# Michael Stewart

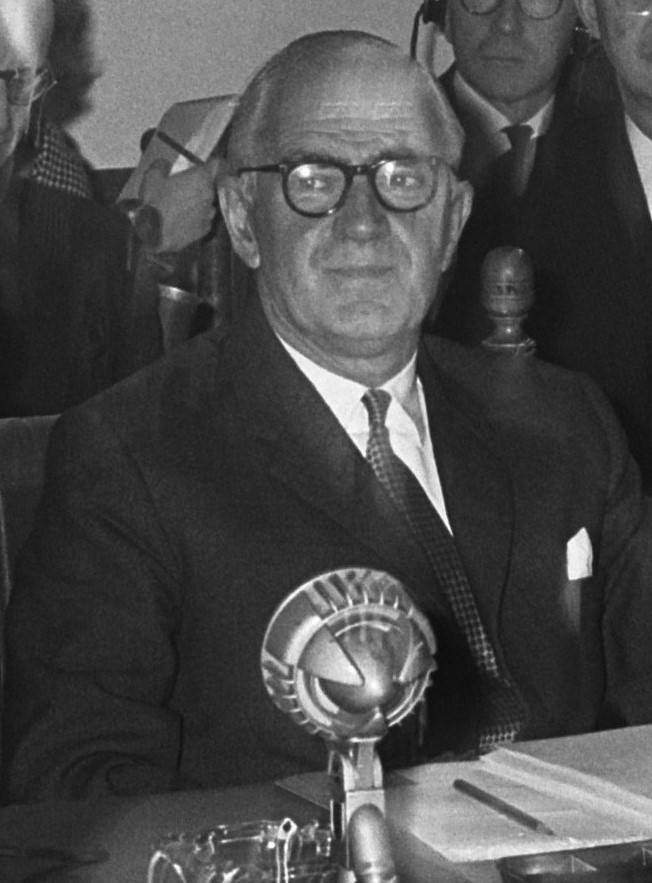
Michael Stewart

Michael Stewart, Baron Stewart of Fulham (Bromley, London, 6 november 1906 – Londen, 13 maart 1990) was een Brits politicus voor de Labour Party. Hij was minister van Buitenlandse zaken van het Verenigd Koninkrijk.
Hij werd geboren als zoon van Robert Wallace Stewart, schrijver en docent, en Eva Stewart-Blaxley. In 1929 studeerde Stewart aan het St. John's College in Oxford af met een first class BA in filosofie. Sinds 1929 was hij voorzitter van Oxford Union en lid van de St. John's Labour Club.
Tijdens de Tweede Wereldoorlog was hij gelegerd in het Midden Oosten; hij ging in 1942 bij het Intelligence Corps en in 1943 bij het Royal Army Educational Corps. In 1944 werd hij benoemd tot kapitein.
Stewart zat van 1945 tot 1955 als afgevaardigde van district "Fulham East" in het Lagerhuis en van 1955 tot 1969 voor "Fulham". In 1964 werd hij minister van Onderwijs en Wetenschappen en in 1965-1966 en van 1968 tot 1970 was hij minister van Buitenlandse Zaken. Vanaf juli 1979 zat hij in het Hogerhuis. Als minister van Buitenlandse zaken kwam hij tijdens de Vietnamoorlog onder druk te staan vanuit de oppositie, omdat hij geen troepen wilde leveren voor de Verenigde Staten en kreeg hij tegelijkertijd kritiek van links omdat hij te welwillend zou zijn voor de Verenigde Staten.
Hij overleed op 83-jarige leeftijd na een kortstondig ziekbed in het Charing Cross Hospital in Londen. Hij had geen kinderen.